# Josa calilegua
Josa calilegua là một loài nhện trong họ Anyphaenidae.
Loài này thuộc chi Josa. Josa calilegua được M. J. Ramírez miêu tả năm 2003.